# کیت لنگفورد
کیت لنگفورد (انگلیسی: Keith Langford؛ زادهٔ ۱۵ سپتامبر ۱۹۸۳) بازیکن بسکتبال اهل ایالات متحده آمریکا است.

## حرفه
از باشگاه‌هایی که در آن بازی کرده‌است می‌توان به المپیا میلان، باشگاه بسکتبال پاناتینایکوس، سن آنتونیو اسپرز، و آستین توروس اشاره کرد.

## دستاورد
وی در مسابقات کشوری و بین‌المللی در مجموع برندهٔ ۱ مدال برنز شده‌است.